# Girlfriend (Avril Lavigne-dal)
A Girlfriend a kanadai énekes-dalszerző Avril Lavigne dala, ami harmadik stúdióalbumáról, a The Best Damn Thingről jelent meg első kislemezként. Az énekesnő Lukas Gottwald-dal együtt írta. A dal arról szól, hogy a lány meg szeretné szerezni azt a fiút, aki tetszik neki, csak az a baj vele, hogy barátnője van. A refrénben kéri a lány, hogy a fiú hagyja el érte a barátnőjét, mert tudja, úgyis tetszik a fiúnak. A kritikusok hasonlóságot fedeztek föl Tony Basil 1982-es Mickey és a The Rubinoos 1979-es I Wanna Be Your Boyfriend című dala között. Az utóbb említett zenekar be is perelte Lavigne-t és Lukast szerzői jogok megsértése miatt, később peren kívül megegyeztek velük.
A kritikusok pozitívan fogadták a dalt. A Girlfriend világszerte sikeres lett, nyolc országban lett első helyezett, köztük Kanadában, az Egyesült Államokban és Ausztráliában. Lavigne-nek ez lett az első dala, ami első helyezett lett a Billboard Hot 100-on. Ezenkívül több országban is bejutott a top tízbe. A szám videóklipjét a The Malloys testvérek készítették. A kisfilmben az látható, hogy három női karakter veszekszik egy férfi miatt. 2007 júliusában megjelent a remixe, amiben közreműködött Lil Mama. Lavigne előadta a dalt a 2007-es MuchMusic Video Awards-on, a 2007-es Teen Choice Awards-on és a 2008-as Juno Awardson.
A kislemez multi platina lett Ausztráliában és az Egyesült Államokban. A legkelendőbb dal volt 2007-ben 7 300 000-rel. 2008-ban a Girlfriend volt a legnézettebb videó a YouTube-on, és az első kisfilm volt, ami átlépte a 100 milliós nézettséget. A Rolling Stone című magazin a harminchetedik helyre sorolta a "Top 100 song of 2007" listán. Többféle változata is megjelent. 2010-ben pedig a 94. helyet kapta meg a "Top 100 dal a 2000-es években" listán.

## Fordítás
- Ez a szócikk részben vagy egészben  a   Girlfriend (Avril Lavigne song) című angol Wikipédia-szócikk ezen változatának fordításán alapul.  Az eredeti cikk szerkesztőit annak laptörténete sorolja fel. Ez a jelzés csupán a megfogalmazás eredetét és a szerzői jogokat jelzi, nem szolgál a cikkben szereplő információk forrásmegjelöléseként.